# BBVA (Suiza)
BBVA SA es un banco comercial suizo perteneciente a la matriz española de BBVA. Fue fundado en el año 1974 como Banco Exterior (Suiza).
El Banco cuenta desde 1974 con licencia para operar como institución bancaria al amparo del ordenamiento jurídico suizo y tiene su sede central en Zúrich, por lo que está sujeto a la supervisión de la Autoridad Supervisora del Mercado Financiero de Suiza (FINMA).
BBVA SA es miembro de la Asociación Suiza de Bancos Extranjeros y pertenece a Esisuisse, asociación de entidades financieras que garantiza hasta 100.000 CHF los depósitos de los clientes en el caso de una liquidación forzosa o de imposición de medidas de protección.

## Historia
El origen de BBVA en Suiza se remonta a 1974, cuando el Banco Exterior de España abre una filial en Zúrich, llamándola Banco Exterior (Suiza) y centrándose en los servicios de banca privada, como la gestión de carteras, participación en emisiones, préstamos comerciales y operaciones en metálico.
En el año 1991 su matriz española se consolida junto con otras entidades financieras, formando el grupo bancario Argentaria, pasándose a denominar Banco Exterior (Suiza) Argentaria.
En el año 1999, se anuncia que el grupo BBV se va a fusionar con Argentaria. En línea con dicha fusión, durante el periodo 2001 y 2003, deciden modificar el nombre de su filial en Suiza, para denominarlo BBVA Privanza Suiza, el cual comenzaba a desarrollar su negocio también en Latinoamérica, pasando a contar con más de 90 empleados.
Cuando en 2004 se consolida en España la fusión de BBV y Argentaria, la matriz pasa a denominarse BBVA. Desde entonces, BBVA SA continúa su crecimiento en Suiza, pasando a tener más de 115 empleados especialistas en banca privada en sus oficinas en Zúrich.
En línea con la visión del grupo BBVA, BBVA en Suiza promueve la digitalización de su oferta de servicios financieros y de inversión. En el año 2021 BBVA en Suiza comienza a ofrecer el servicio de compra-venta y custodia de activos digitales, entre ellos el Bitcoin.